# Akhtenskite
L'akhtenskite è un minerale, un ossido di manganese.